# Ma Xiangjun
Ma Xiangjun (en chino: 馬湘君; Qingdao, 30 de octubre de 1964) es una deportista china que compitió en tiro con arco, en la modalidad de arco recurvo.
Participó en dos Juegos Olímpicos de Verano, en los años 1988 y 1992, obteniendo una medalla de plata en Barcelona 1992, en la prueba por equipo (junto con Wang Hong y Wang Xiaozhu).
Ganó dos medallas en el Campeonato Mundial de Tiro con Arco al Aire Libre, en los años 1987 y 1993.

## Palmarés internacional
| Juegos Olímpicos                 | Juegos Olímpicos     | Juegos Olímpicos  | Juegos Olímpicos |
| Año                              | Lugar                | Medalla           | Prueba           |
| -------------------------------- | -------------------- | ----------------- | ---------------- |
| 1992                             | Barcelona (España)   | Medalla de plata  | Equipo           |
| Campeonato Mundial al Aire Libre |                      |                   |                  |
| Año                              | Lugar                | Medalla           | Prueba           |
| 1987                             | Adelaida (Australia) | Medalla de oro    | Individual       |
| 1993                             | Antalya (Turquía)    | Medalla de bronce | Equipo           |